# Miss Tobi
Miss Tobi, artistnamn för Tobias Johannisson, född 13 januari 1983 är en svensk restaurangchef och dragqueen. 

## Artistkarriär
2020 var Miss Tobi nominerad till Årets Drag på QX Gaygala. 2022 vann hon Dragqueen-fighten mellan Finland och Sverige i Drag Factor Sweden vs Finland.
Miss Tobi har uppträtt på klubbar, pridefestivaler och fester över hela Sverige och internationellt. Hon har även medverkat på scen i Jonas Gardells shower Mitt Enda Liv och Queen Of Fucking Everything. Hon är bosatt i Stockholm men reser över hela Sverige och världen för olika jobb. 2022 firade hon 20 år på scenen.”

## Priser och utmärkelser
- 2022 – Drag Factor Sweden vs Finland